# Þórir Ólafsson
Þórir Ólafsson (Thorir Olafsson; ur. 28 listopada 1979 w Selfoss) – islandzki piłkarz ręczny, reprezentant kraju. Ostatnio występował w polskim Vive Tauronie Kielce.
Karierę rozpoczynał w UMF Selfoss. Następnie przeszedł do Haukaru Hafnarfjörður, z którym trzykrotnie zdobył mistrzostwo Islandii oraz trzy puchary kraju. Do kieleckiego klubu przyszedł z niemieckiego TuS Nettelstedt-Lübbecke. W sezonie 2010/2011 zajął 15. miejsce w klasyfikacji strzelców Bundesligi. Rozegrał 33 mecze ze 152 zdobytymi bramkami, z których 46 rzucił z karnych. W sezonie 2009/2010 zdobył 107 bramek (27 meczów) – a sezon wcześniej 120 bramek (28 meczów). Karierę zakończył po udanym dla kielczan sezonie 2013/2014.